# 金沢鉄道郵便局
金沢鉄道郵便局（かなざわてつどうゆうびんきょく）とは、かつて石川県金沢市に本局を置いていた郵便局である。

## 概要
鉄道郵便局は、日本の郵便局の種類の一つで、鉄道事業者に郵便車を運行させてこれに職員が乗務し、鉄道沿線の郵便局から継送される郵便物を輸送するとともに、郵便車内で郵便物をあて先地域別に区分する業務を行っていた。当局はそのうちおもに北陸地方西部の区間を担当した。

### 本局・分局
本局に管理部門が置かれるほか、各地の乗務・中継作業の拠点として主要ターミナル駅や分岐駅に分局が設置されていた。
- 本局 - 石川県金沢市本町2
  - 1986年（昭和61年）廃止。
- 富山分局 - 富山県富山市明輪町（富山駅構内）
  - 1950年（昭和25年）2月21日開局、1984年（昭和59年）廃止。
- 敦賀分局 - 福井県敦賀市鉄輪町1（敦賀駅構内）
  - 1984年（昭和59年）廃止。
- 高岡分局 - 富山県高岡市下関町（高岡駅構内）
  - 1982年（昭和57年）廃止。

## 沿革
- 1903年（明治36年）
  - 4月1日 - 金沢を含む11の鉄道郵便局が開設される[1][2]。
  - 12月 - 通信官署官制改正（4日公布、5日官報掲載）に伴い廃止される。業務は所在地一等郵便局が継承[3]。
- 1910年（明治43年）
  - 4月1日 - 金沢鉄道郵便局（二等郵便局）開局、金沢郵便局の業務を継承[4]。
    - 線路区域[5]
      - 米原魚津線
      - 金沢七尾線
      - 伏木城端線

  - 4月16日 - 米原魚津線が米原泊町線となる[6]。
- 1912年（明治45年/大正元年）
  - 4月4日 - 伏木城端線が氷見城端線となる[7]。
  - 10月15日 - 米原泊線が米原糸魚川線となる[8]。
- 1913年（大正2年）4月1日 - 米原糸魚川線が米原直江津線となる[9]。
- 1917年（大正6年）12月15日 - 敦賀小浜線を追加[10]。
- 1921年（大正10年）4月3日 - 敦賀小浜線が敦賀高浜線となる[11]。
- 1922年（大正11年）12月20日 - 敦賀高浜線が敦賀新舞鶴線となる[12]。
- 1928年（昭和3年）10月31日 - 金沢七尾線が金沢中島線となる[13]。
- 1930年（昭和5年）11月27日 - 富山細入線を追加[14]。
- 1931年（昭和6年）
  - 4月1日 - 高岡城端線及び高岡氷見線を追加し氷見城端線を削除[15]。
  - 9月1日 - 米原直江津線が米原新潟線の内米原直江津間となる[16]。
- 1932年（昭和7年）
  - 8月20日 - 富山細入線が富山桑野線となる[17]。
  - 8月27日 - 金沢中島線が金沢穴水線となる[18]。
- 1933年（昭和8年）11月12日 - 富山桑野線が富山坂上線となる[19]。
- 1934年（昭和9年）
  - 10月25日 - 岐阜富山線及び太田白鳥線を追加し富山坂上線を削除[20]。
  - 12月1日 - 米原新潟線の内米原直江津間が大阪新潟線の内米原直江津間となる[21]。
- 1935年（昭和10年）7月30日 - 金沢穴水線が金沢輪島線となる[22]。
- 1936年（昭和11年）
  - 5月6日 - 組織改正
    - 線路区域[23]
      - 大阪新潟線の内米原新津間
      - 金沢輪島線
      - 高岡城端線
      - 高岡氷見線
      - 岐阜富山線
      - 太田白鳥線
      - 敦賀新舞鶴線

  - 8月21日 - 太田白鳥線が太田高鷲線となる[24]。
- 1937年（昭和12年）10月1日 -  金沢鉄道郵便局が富山市に移転の上富山鉄道郵便局となり[25]（事実上の廃止）、富山鉄道郵便局金沢派出所となる[26]。
- 1944年（昭和19年）5月 - 富山鉄道郵便局と仙台鉄道郵便局新潟派出所の統合・新潟鉄道郵便局の開局[27]に伴い、新潟鉄道郵便局金沢派出所となる。
- 1945年（昭和20年）4月7日 - 新潟鉄道郵便局金沢派出所を昇格し、金沢鉄道郵便局を開局[28][29]。
  - 線路区域[30]
    - 大阪青森線の内敦賀直江津間
    - 金沢輪島線
    - 高岡城端線
    - 高岡氷見線
    - 岐阜富山線の内高山富山間
- 1948年（昭和23年）8月16日 - 組織改正
  - 線路区域[31]
    - 大阪青森線の内敦賀直江津間
    - 金沢輪島線
    - 高岡城端線
    - 岐阜富山線の内高山富山間
    - 敦賀東舞鶴線
- 1950年（昭和25年）
  - 1月1日 - 高岡氷見線を追加[32]。
  - 2月21日 - 組織改正、富山分局及び積替駐在設置
    - 線路区域及び積替駐在[33]
      - 本局
        - 大阪青森線の内敦賀直江津間
        - 金沢輪島線
        - 敦賀東舞鶴線
        - 金沢
        - 敦賀

      - 富山分局
        - 岐阜富山線の内高山富山間
        - 高岡城端線
        - 高岡氷見線
        - 富山
        - 高岡
- 1982年（昭和57年）11月15日 - 高岡分局を廃止[34]。
- 1984年（昭和59年）2月1日 - 富山・敦賀の各分局を廃止[35]。
- 1986年（昭和61年）3月1日 - 金沢鉄道郵便局本局を廃止[36]。

## 取扱内容
- 鉄道郵便車に乗務し、車内で区分及び郵袋、小包の積み下ろし事務。
- 局舎や駅の郵便室で、郵便物の受け渡し・郵袋や小包の区分事務。